# Henry W. Johnstone
Henry W. Johnstone Jr. (1920 - 2000) fue un retórico y filósofo estadounidense.
Johnstone desarrolló un concepto influyente, rhetorical wedge, y reformuló el argumento ad hominem. Johnston invitó Chaim Perelman  para que ocupara un puesto en la Universidad Estatal de Pensilvania como profesor visitante distinguido en 1962. La colaboración de los había comenzado ya antes de la publicación de la Nouvelle rhétorique y fue provechosa. Johnstone creó uns influyente revista, Philosophy and Rhetoric, y Perelman se acreditó en los Estados Unidos como teórico sobre argumentación y en las dos décadas siguientes continuó publicando trabajos relacionados con sus teorías o emanados de la Nouvelle rhétorique.

## Obras selecta
- Philosophy and argumentum ad hominem. En: Journal of Philosophy 49: 489-498. 1952.

- Philosophy and Argument, Pennsylvania State University Press. 1959.

- Con Chaim Perelman. Rhetoric and Philosophy. En: Philosophy and Rhetoric 1: 15 - 24. 1968.

- Truth, 'Anagnorisis', and Argument. En: Philosophy and Rhetoric 16: 1 - 15. 1983.

- Con Hermann Wiegmann: Plato's Critique of the Poets and the Misunderstanding of His Epistemological Argumentation. En: Philosophy and Rhetoric 23: 109 - 124. 1990.

- Locke and Whately on the Argumentum ad Hominem. En: Argumentation 10: 89-97. 1996.